# Orasema glabra
Orasema glabra är en stekelart som beskrevs av John M. Heraty 1994. Orasema glabra ingår i släktet Orasema och familjen Eucharitidae. Inga underarter finns listade i Catalogue of Life.